# Johan Hammers
Johan August Hammers, född 8 februari 1887 i Målilla församling, Kalmar län, död 9 december 1951 i Linköpings domkyrkoförsamling var en svensk präst (domprost) och teolog.

## Biografi
Hammers var son till hemmansägaren August Larsson och Christina Charlotta Lindquist. Efter studier vid Lunds privata elementarskola 1912 vidtog studier vid Lunds universitet. Han blev fil. kand. 1914, teol. kand. 1917 och prästvigdes 18 december 1917 för tjänst i Linköpings stift. Han avlade teol.lic. examen vid Uppsala universitet 1929.
Hammers kom efter förordnanden i Hagebyhöga församling och Kristdala församling att få tjänsten som domkyrkoadjunkt i Linköping 1918. Han utnämndes 1919 till kyrkoherde i Tjällmo församling och tillträdde tjänsten 1920. 1931 utnämndes han till komminister i S:t Olai församling, Norrköping (tillträdde 1932) och 1934 blev han kyrkoherde i Mjölby församling efter att ha kallats som fjärde provpredikant. 1939 utnämndes han till domprost och kyrkoherde i Linköpings domkyrkoförsamling och Sankt Lars församling, en tjänst han hade fram till sin bortgång.
Han ingick 1920 äktenskap med Vivi Ehn (1900-1981).